# Тринита (Империја)
Тринита је насеље у Италији у округу Империја, региону Лигурија.
Према процени из 2011. у насељу је живело 38 становника. Насеље се налази на надморској висини од 141 м.